# Madau (Gemeinde Zams)

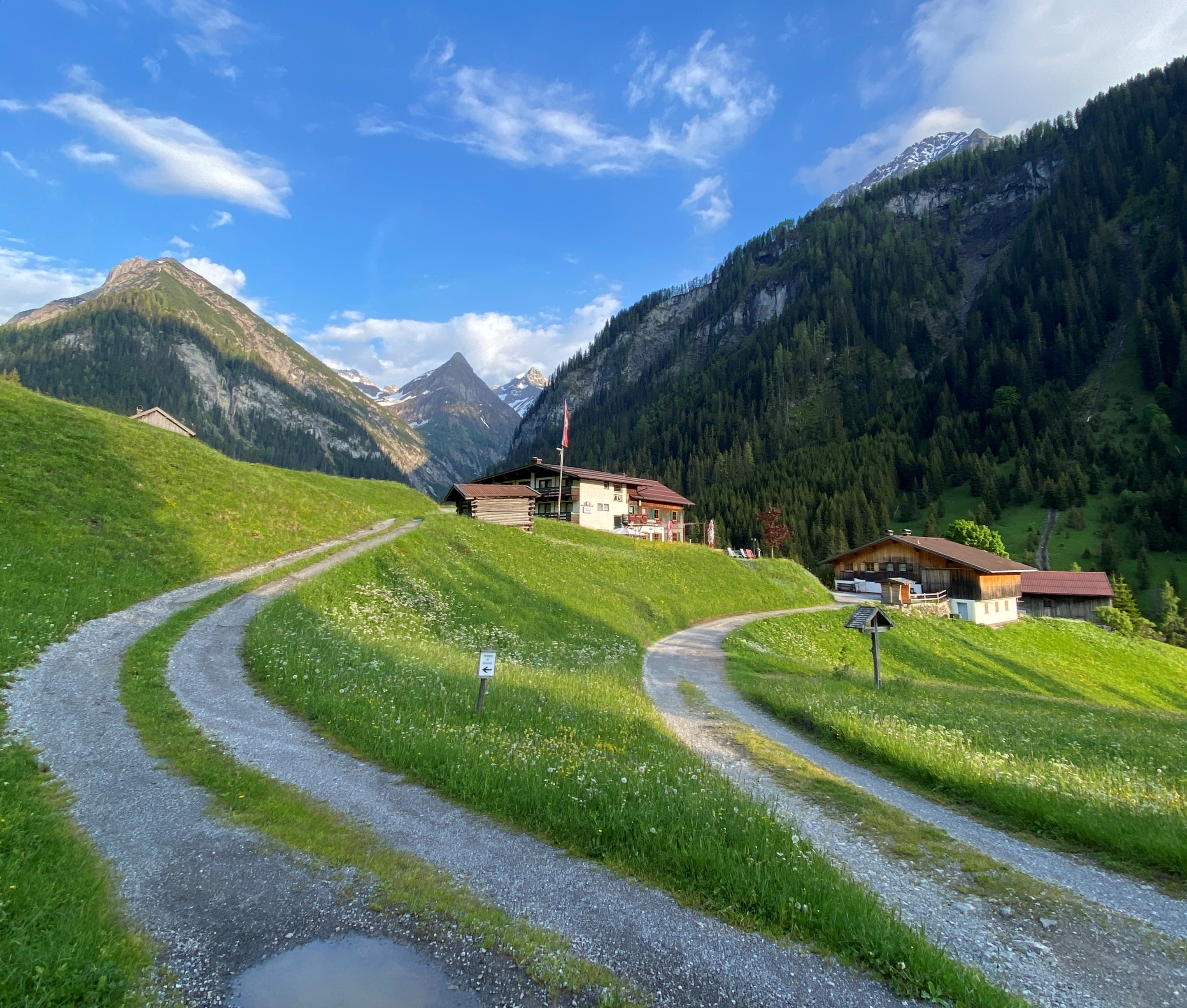
Madau mit Blick auf das Berggasthaus Hermine (2023)

Madau ist ein kleines nunmehr unbewohntes Alpendorf in der Gemeinde Zams in Tirol, Österreich. Es liegt auf einer Höhe von 1309 Metern in einem Seitental (Madautal) des Lechtals, etwa 7 Kilometer südlich von Bach.

## Geografie

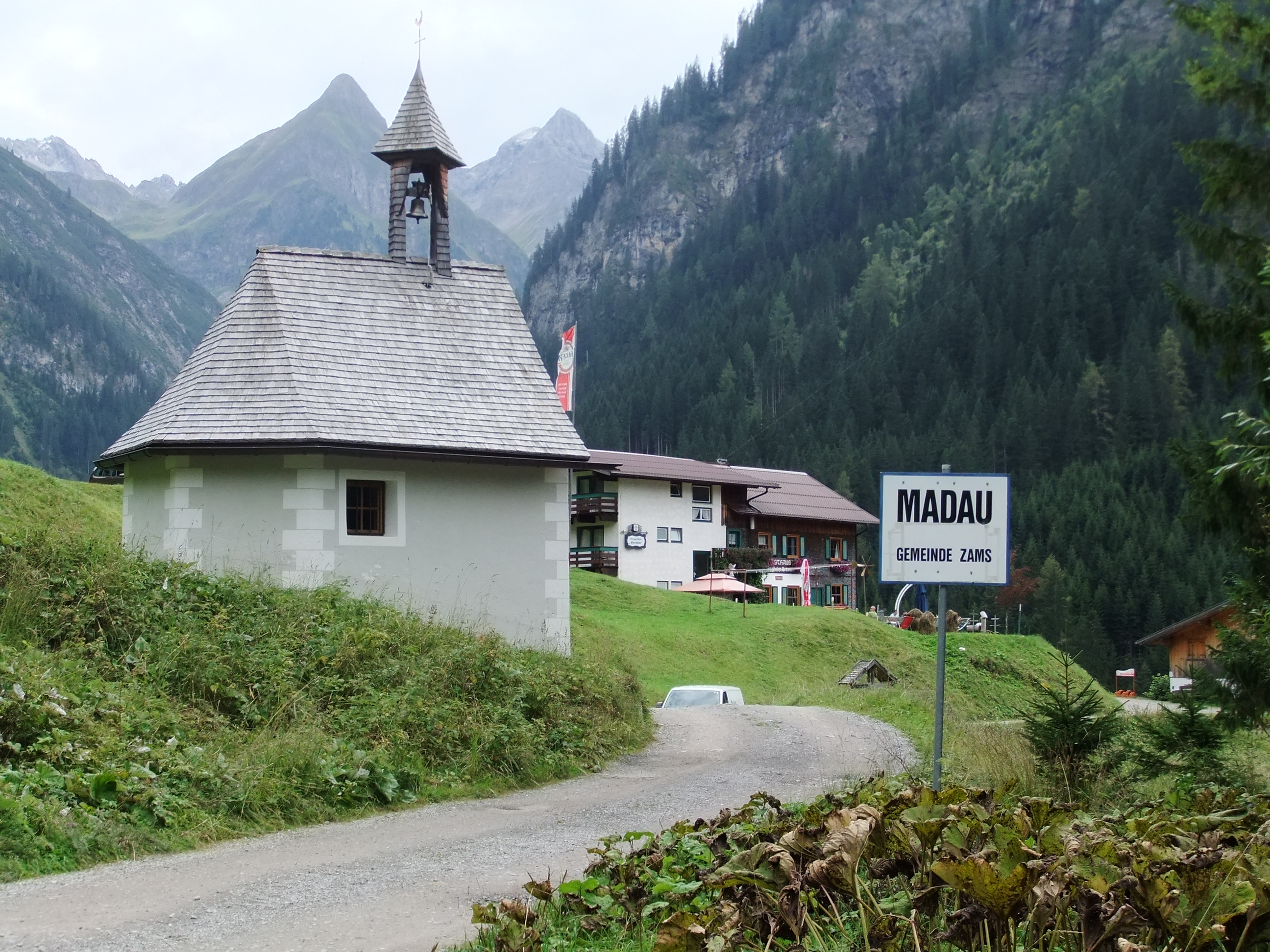
Madau mit Ortsschild und Kapelle

Madau ist umgeben von den Bergen der Lechtaler Alpen, darunter die Parseierspitze, der höchste Berggipfel der Region. Bei Madau mündet der Märzenbach in den Parseierbach, dieser mündet anschließend in den Alperschonerbach, der durch das Madautal hinaus in den Lech entwässert. Eine Besonderheit von Madau ist seine politische Lage. Der Ort wird durch hohe Bergkämme von seiner Heimatgemeinde Zams nahezu abgeschnitten und wäre im topographischen Sinne eher dem Gemeindegebiet von Bach im Außerfern zuzuordnen als dem entfernten Zams bei Landeck. Das Dorf ist ein beliebter Ausgangspunkt für Wanderungen und Hüttentouren. Der Madauer Höhenweg führt von Bach nach Madau und bietet spektakuläre Ausblicke auf die Umgebung.

## Geschichte
Ursprünglich wurde Madau saisonal als Alm von Zams aus genutzt. Im Gemeindearchiv von Zams taucht Madau erstmals 1479 auf. Im Jagdbuch Kaiser Maximilians I. wird 1500 ein „Madawn“ verzeichnet. Die Alm entwickelte sich bald zu einer Dauersiedlung, wobei Hans Lang als erster Siedler genannt wird.
Im 18. Jahrhundert ereignete sich in Madau der zu dieser Zeit „größte Waldbrand Tirols“.
Bei der Volkszählung von 1754 hatte Madau 22 Einwohner, 8 Männer und 14 Frauen. Die junge Bevölkerung war ein Garant für die zukünftige Entwicklung. 1784 wurden etwa 60 Einwohner gezählt, und es gab Pläne für eine eigene Seelsorgestation, die jedoch an der Bürokratie in Wien scheiterten.
Die Kapelle von Madau wurde 1679 von Oswald Singer zu Ehren der Heiligen Dreifaltigkeit erbaut, nachdem sein Sohn von einer Schneelawine erdrückt worden war. Die Kapelle besitzt eine Sonnenuhr mit der Inschrift „1629“ und eine Glocke aus dem 17. Jahrhundert. Sie steht unter Denkmalschutz (Listeneintrag).
Seit 1966 führt ein schmaler und teilweise recht steiler, ungesicherter Fahrweg (für den normalen Verkehr gesperrt) aus der im Lechtal gelegenen Gemeinde Bach nach Madau. Damals musste die Bevölkerung von Madau alle Güter und auch die Toten beschwerlich durch das steile Röttal empor zum 2500 Meter hohen Leiterjöchel und auf der Inntal-Seite durch das lange Zammer Loch (Zams) transportieren, was unter normalen Bedingungen einer Gehzeit von etwa 9 Stunden entspricht.
Heute sind nur wenige Gebäude erhalten geblieben, die während des kurzen Almsommers belebt werden.
Madau ist auch bekannt als jener Ort, an dem Anna Stainer-Knittel einen Adlerhorst ausgenommen hat und als „Geierwally“ durch Buch und Film Berühmtheit erlangt hat.

## Zugänge
- Linientaxi Madautal: In den Sommermonaten bietet die Firma Feuerstein einen Wander-Transport zwischen Bach und Madau an.[5]
- Güterweg: Der asphaltierte Forstweg beginnt in Bach und führt nach Madau. Er ist für den allgemeinen Autoverkehr gesperrt und darf nur mit einer Sondergenehmigung befahren werden.[6]

## Tourismus
Im Sommer wird das Berggasthaus Hermine in Madau bewirtschaftet, das Mahlzeiten sowie Übernachtungsmöglichkeiten anbietet. Der Europäische Fernwanderweg E5 verläuft durch Madau, weshalb viele Bergsteiger das Dorf besuchen. Während der Sommermonate gibt es zudem einen Taxidienst zwischen Holzgau und Madau sowie einen Linientaxidienst von Bach aus. Die Alpenvereinshütten Memminger Hütte und das Württemberger Haus des DAV (Deutscher Alpenverein) können vom Madau aus erreicht werden.

### Wanderwege
Der Madauer Höhenweg führt von Bach nach Madau und erfordert Trittsicherheit und ist nur für geübte Wanderer geeignet.
| Madauer Höhenweg            |
| --------------------------- |
| Startpunkt: Bach im Lechtal |
| Distanz: ca. 7 km,          |
| Höhenmeter: 322 hm bergauf  |